# جين متحور
الجين المتحور أو الجين المحول (بالإنجليزية: Transgene)، هو جين تم نقله بشكل طبيعي، أو من خلال عدد من تقنيات الهندسة الوراثية من كائن حي إلى آخر. إن إدخال الجين المحول لديه القدرة على تغيير النمط الظاهري للكائن الحي. يصف الجين المتحور بأنه جزءًا من الحمض النووي يحتوي على تسلسل جيني تم عزله من كائن حي واحد ويتم إدخاله في كائن مختلف. قد يحتفظ هذا الجزء غير الأصلي من الحمض النووي بالقدرة على إنتاج الحمض النووي الريبي أو البروتين في الكائن المعدّل وراثيًا أو تغيير الوظيفة الطبيعية للكود الجيني للكائن المعدّل وراثيًا.
تم تصميم مجموعة متنوعة من النباتات المعدلة وراثيا للزراعة لإنتاج المحاصيل المعدلة وراثيا ، مثل الذرة وفول الصويا وزيت بذور اللفت والقطن والأرز وأكثر من ذلك.